# 刘天一
刘天一（1910年10月21日—1990年6月3日），原名刘厚吉，广东台山人，廣東音樂家、高胡、古筝演奏家、作曲家。

## 生平
学生时代已通晓二弦、提琴、月琴等。后转学高胡，有“香港吕文成，广东刘天一”之说。
1931年参加广州著名音乐社团“素社”，任高胡领奏。曾随罗九香学習古筝。1940年移居澳门，任职於澳门国际酒店的粤曲艺团，1949年赴香港。1954年回广州，参加广东音乐研究组。
1954年从香港回广州参加革命工作，在广东省戏改会的广东音乐研究组工作；1956年广东民间乐团工作；1958年在广东音乐曲艺团工作，直至广州市恢复民间乐团负责筹备工作。1990年6月3日在广州逝世。

## 艺术贡献
曾培养王国潼、王宜勤、崔金书、余其伟等胡琴演奏家。
擅长高胡、古筝，擅長演奏《鸟投林》、《春到田间》、《平湖秋月》和古筝曲《蕉窗夜雨》。其技術集各家之长，同時使用高胡及小提琴的演奏技法。

## 社会职务
曾任广东省政协常委；中国文联第4届委员；中国音乐家协会第3届理事；广东省曲协副主席；广东音乐曲艺团副团长；广东民间音乐团团长；广东省文联第2届副主席、第3届名誉委员、中国音乐家协会广东分会第2、3届副主席、第4届顾问；广州市文联副主席；广东音乐研究会名誉会长、广州民间乐团团长等。

## 主要作品
- 高胡独奏
  - 《鱼游春水》
  - 《怀念》
- 高胡齊奏
  - 《花市迎春》
- 古筝独奏
  - 《纺织忙》
  - 《塞上吟》
- 合奏
  - 《放烟花》